# Carebaco Juniors 2012
Das Carebaco Juniors 2012 als bedeutendstes internationales Nachwuchsturnier des Badmintonverbandes CAREBACO fand vom 22. bis zum 26. August 2012 in Santo Domingo statt.

## Sieger und Platzierte
| Disziplin    | Gold                                        | Silber                          | Bronze                             |
| ------------ | ------------------------------------------- | ------------------------------- | ---------------------------------- |
| Herreneinzel | Jamari Rose                                 | Reimi Rosario                   | Andy Vasquez                       |
| Herreneinzel | Jamari Rose                                 | Reimi Rosario                   | Jackson Rodriguez                  |
| Dameneinzel  | Daigenis Saturria                           | Quennie Erisa Pawirosemito      | Crystal Leefmans                   |
| Dameneinzel  | Daigenis Saturria                           | Quennie Erisa Pawirosemito      | Yuliana Fana                       |
| Herrendoppel | Jilson Arvelo Jackson Rodriguez             | Héctor Pérez Reimi Rosario      | Jason Ramjass Matthaus Wilford     |
| Herrendoppel | Jilson Arvelo Jackson Rodriguez             | Héctor Pérez Reimi Rosario      | Oscauri Duarte Andy Vasquez        |
| Damendoppel  | Crystal Leefmans Quennie Erisa Pawirosemito | Genesis Lopez Monyata Riviera   | Daymelin Pereira Daigenis Saturria |
| Mixed        | Jamari Rose Katherine Wynter                | Reimi Rosario Daigenis Saturria | Heriberto Torres Génesis Valentín  |
| Mixed        | Jamari Rose Katherine Wynter                | Reimi Rosario Daigenis Saturria | Jackson Rodriguez Yuliana Fana     |
| Teams        | Puerto Rico                                 | Dominikanische Republik         | Suriname                           |